# Barrio 17 de Octubre (Caleta Olivia)
El Barrio 17 de octubre se fundó en la década de 1970, principalmente por migrantes internos que llegaron a Caleta Olivia en busca de trabajo. El nombre del lugar homenajea al acontecimiento ocurrido el 17 de octubre de 1945 donde se celebra la excarcelación del expresidente Juan Domingo Perón. El barrio se convirtió en un símbolo de la lucha por los derechos de los trabajadores y la justicia social en la región. En la década de 1980, el barrio fue escenario de protestas y manifestaciones contra la política económica del gobierno militar.
17 de Octubre o Diecisiete de Octubre; o también coloquialmente "el 17" es uno de los barrios de la Ciudad de Caleta Olivia perteneciente al Departamento Deseado, Santa Cruz. Por su distancia de 2 km del centro de la ciudad es uno de los barrios más alejados del núcleo central de la ciudad. Es un barrio construido en el distrito sur con algo más de 1 900 habitantes.
La densidad del distrito es de 5 537,1 hab./km².
El nombre del lugar homanjea al acontecimiento ocurrido el 17 de octubre de 1945 donde se celebra la ex-carcelación del expresidente Juan Domingo Perón.

## Desarrollo del lugar
El barrio se encuentra en el Sector meridional, el área del barrio es de 30 manzanas o 35 Ha. Dentro de las 30 se compone además con 8 de todas construidas por el IDUV.
Sus principales arterias son: Ruta Provincial 12, Avda. Carpio y Calle América del Sur. También limita con la Ruta Nacional 3.
Actualmente este barrio esta descuidado por parte del municipio, lo que provocó la creación de jóvenes vandálicos que controlen el barrio en 2 sectores, la villa "Los de Arriba" y "Los de Abajo".
Además el barrio suele destacarse por sus conflictos internos y externos de los jóvenes caletenses.
| Noroeste: Nuevos Pobladores   | Norte: 3 de febrero  | Noreste: 3 de febrero      |
| Oeste: Asentamiento Huilliche |                      | Este: Puerto Caleta Paula  |
| Suroeste Parque Industrial    | Sur: Golfo San Jorge | Sureste: Parque Industrial |

## Infraestructura comunitaria
- Asociación Vecinal

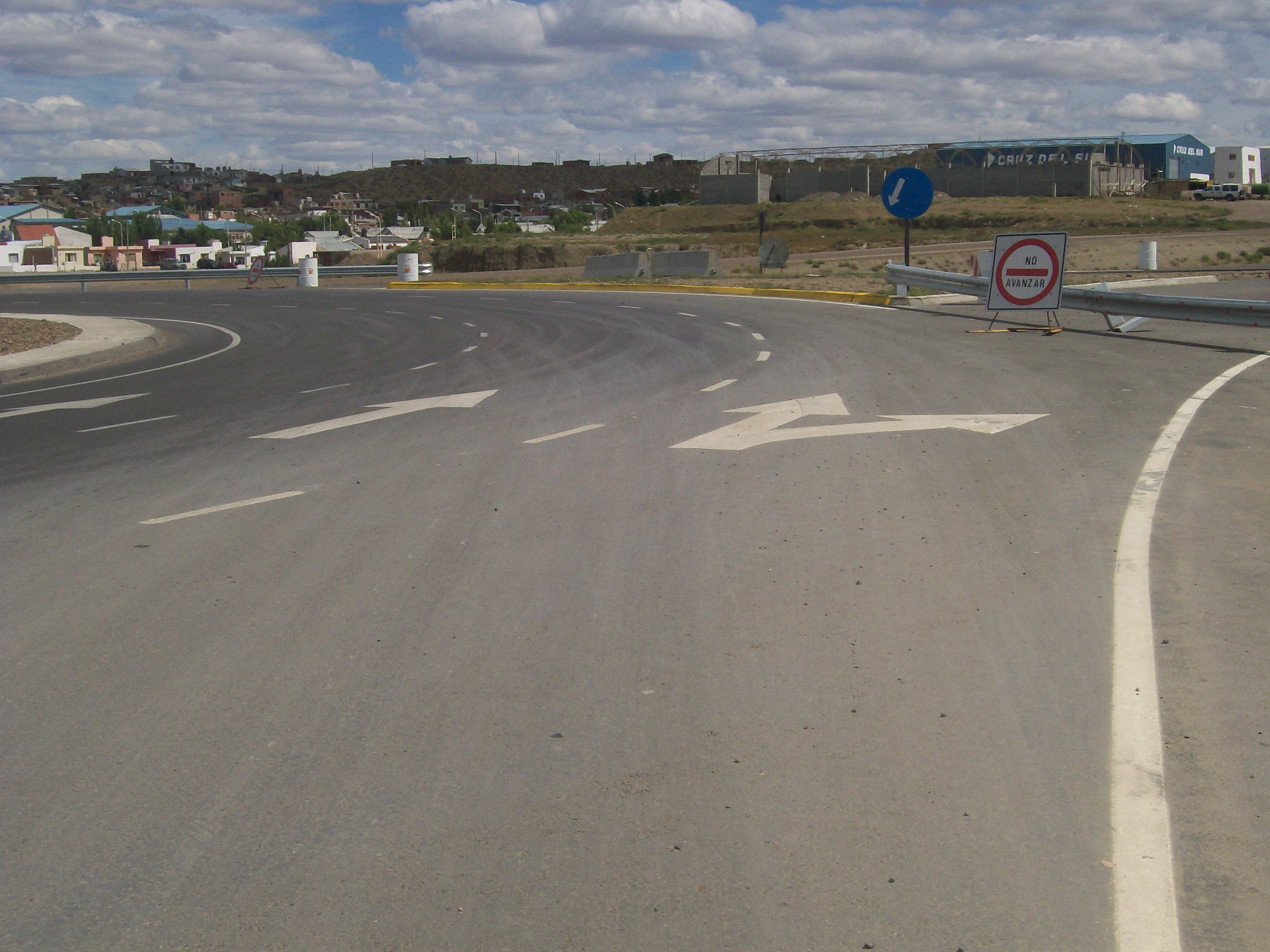
Vista hacia el suroeste, de fondo el sector Golfo San Jorge

- Unión Vecinal barrio 17 de Octubre[6]

Blanca Chávez 2100
- Sistema Educativo

- Jardín N.º 67[7]

Avda. Carpio 575
- Escuela N.º 79[8][9]

Avda. Carpio 575
- Colegio N.º 43[10]

Avda. Carpio 575
- Instituciones Municipales

- CIC Emilio Papousek[11]

Avda. Carpio 652
- Transporte

- Línea C

Paradas 401
- Línea D

Paradas 701, 704, 707, 710, 714

## Sector 128 Viviendas
Este sub-barrio se encuentra dentro del Barrio 17 de Octubre, es una serie de domicilios particulares y fue construido por el IDUV, este grupo de viviendas siempre entra en conflicto con el barrio en original, en las inmediaciones. A través de peleas, allanamientos, disparos, disturbios y robos.

## Galería

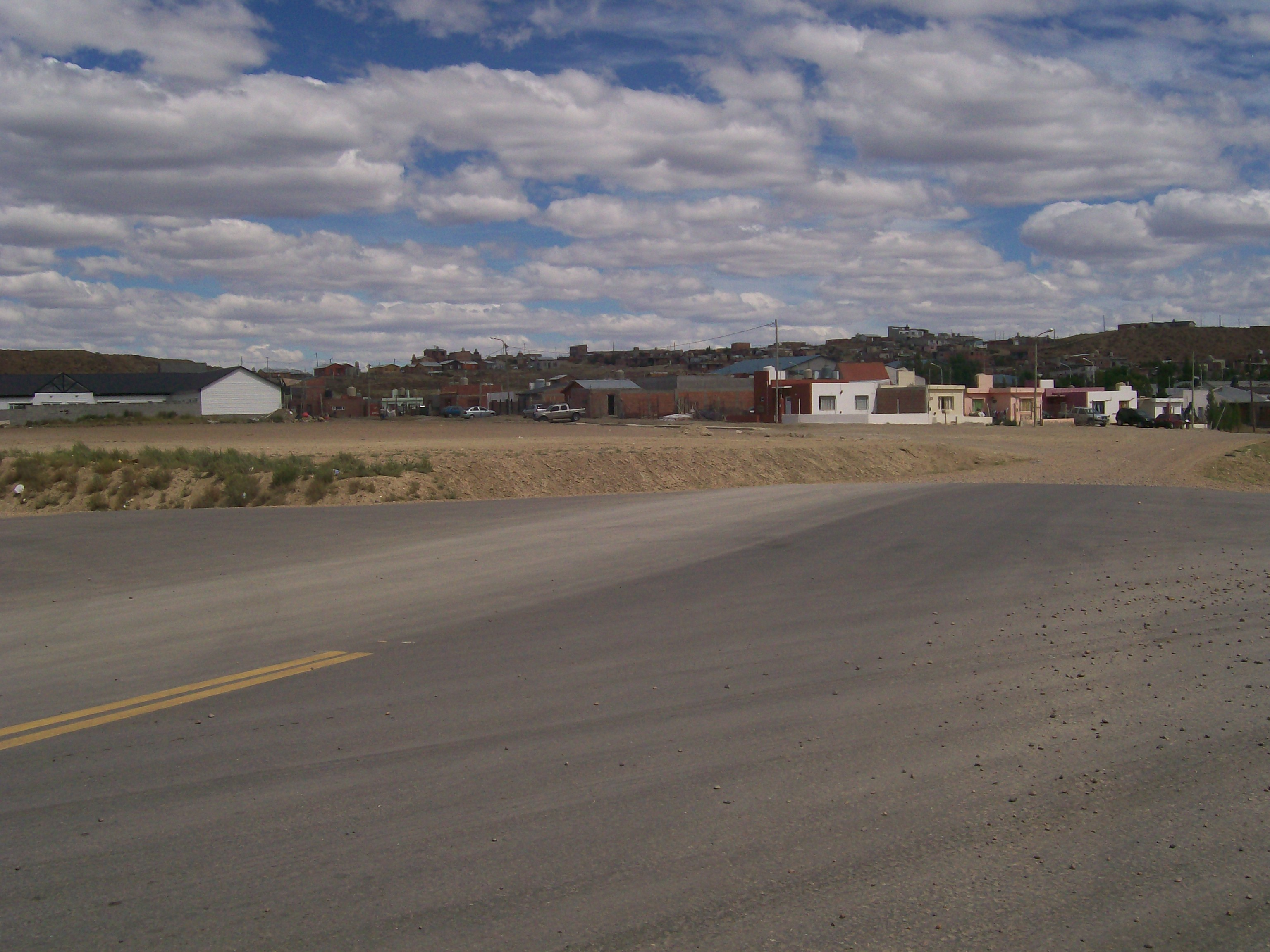
El barrio acceso Sur - Costa Mar Argentino
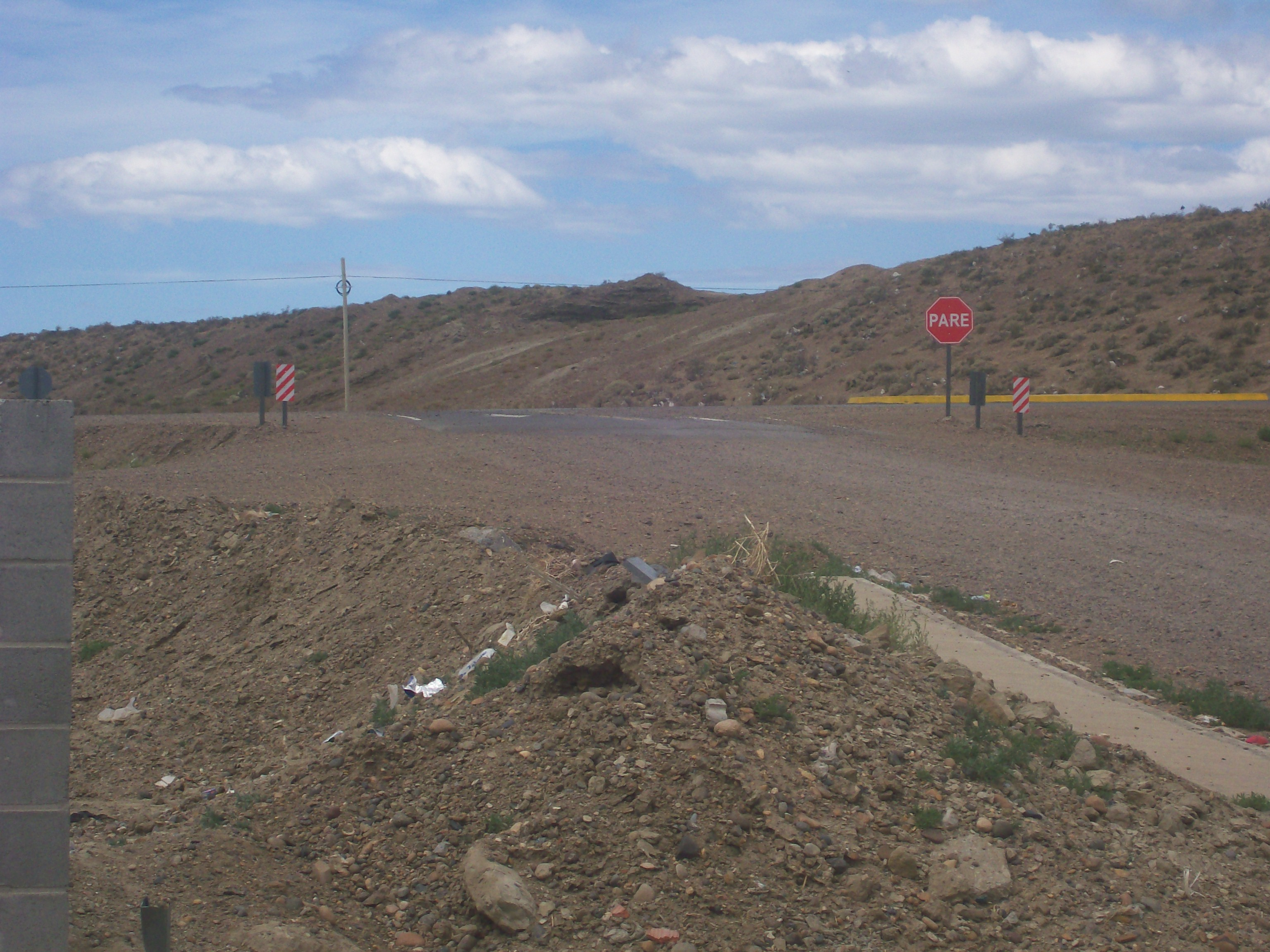
Entrada y salida a la Avenida de Circunvalación
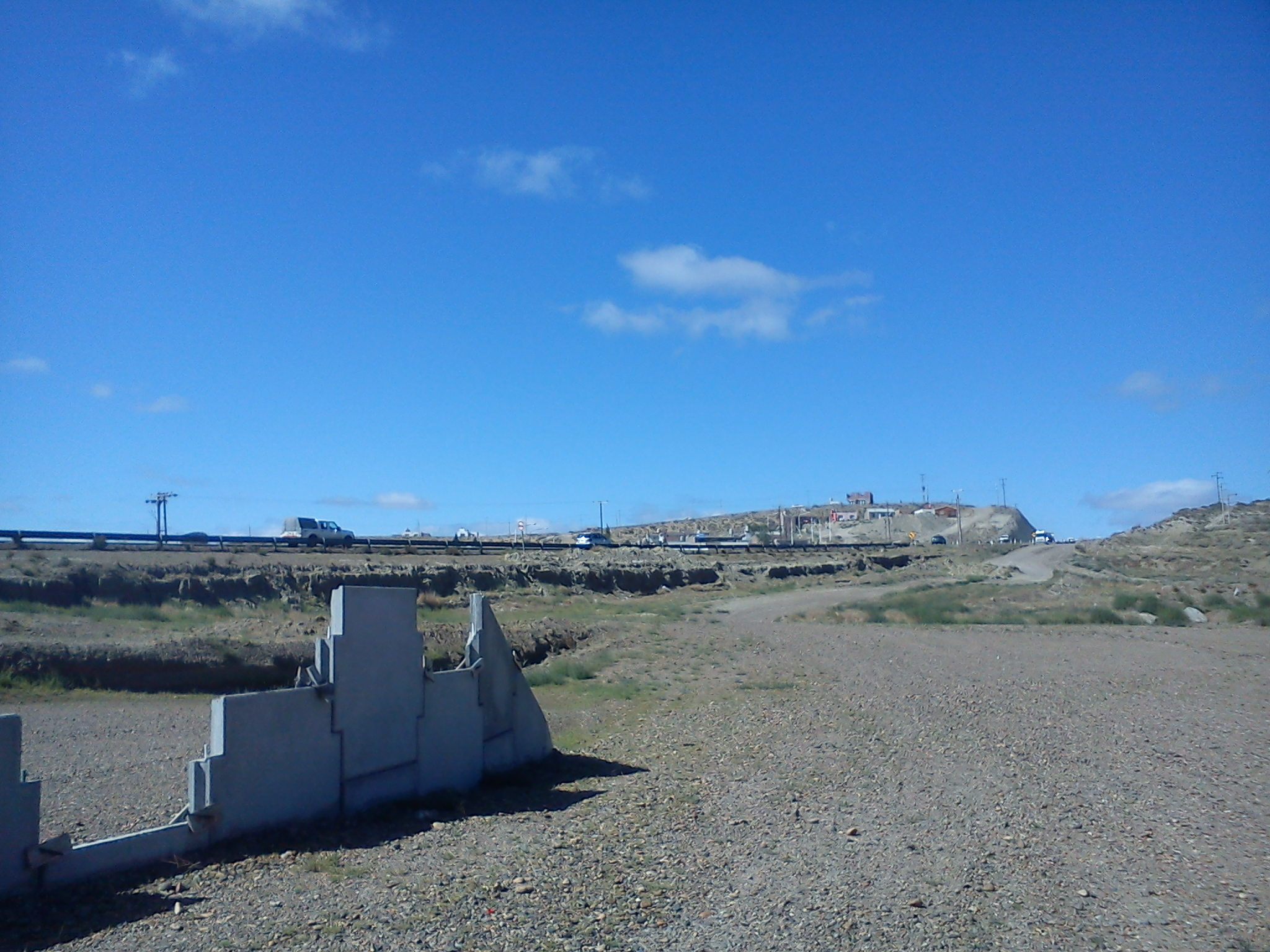
Desde el viaducto en construcción de la Autovía con la Ruta Provincial 12
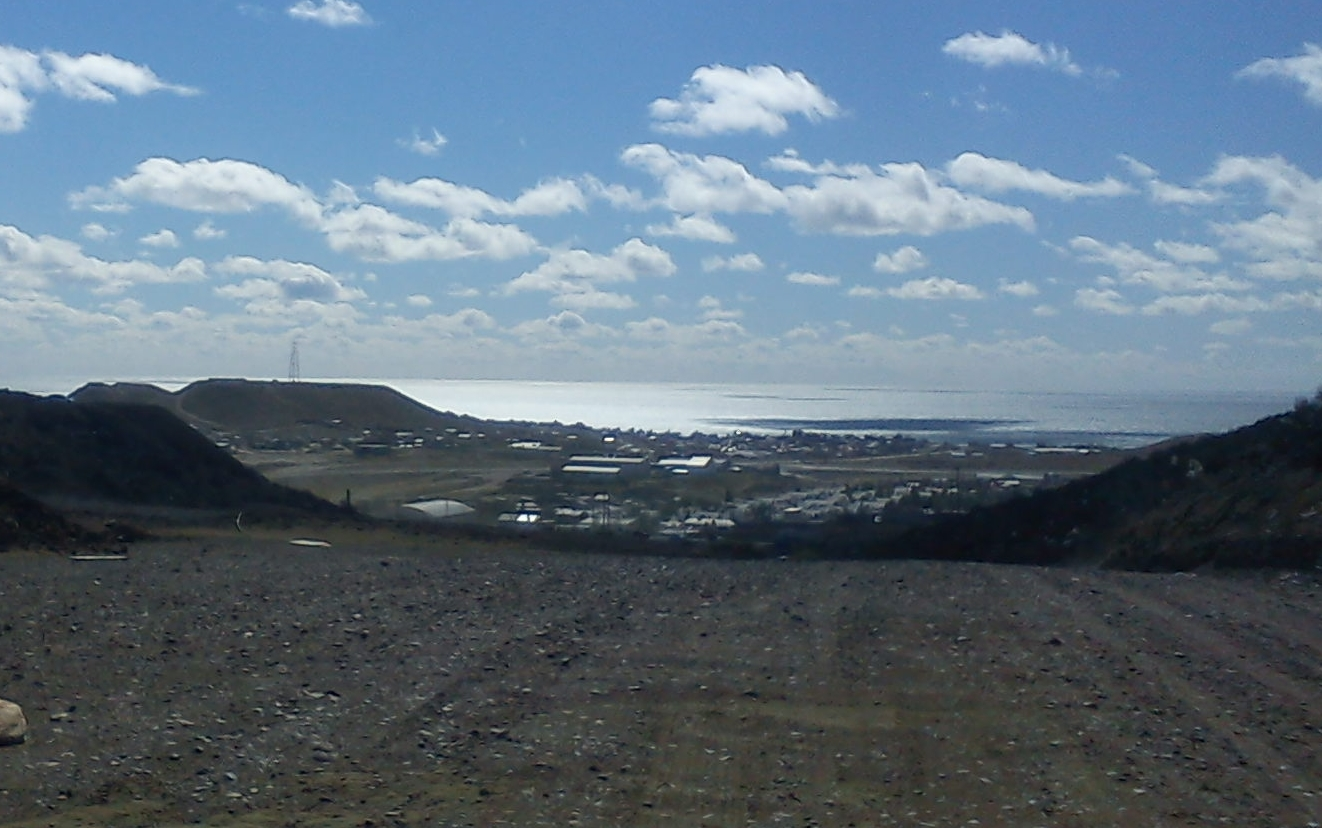
Vista desde el cerro